# Homosserina
Homosserina (também chamada isotreonina) é um α-aminoácido com a fórmula química HO2CCH(NH2)CH2CH2OH.  L-Homosserina não é dos aminoácidos comuns codificados pelo DNA. Difere do aminácidos proteinogênico serina pela inserção de um grupo metileno adicional. Homoserina, ou sua forma lactona, é o produto de uma clivagem por brometo de cianogênio de um peptídeo por degradação de metionina.

Homoserina é um intermediário na biossíntese de três aminoácidos essenciais: metionina, treonina (um isômero da homoserina), e isoleucina.
Forma-se por duas reduções de ácido aspártico via a intermediação de semialdeído aspartato.